# Irmina di Oehren
Irmina di Oehren, o Ermina o Erminia di Treviri (Treviri, VII secolo – Wissembourg, 716), è stata la fondatrice e la prima badessa del monastero di Oehren.

## Biografia
Secondo Teofredo, abate di Echternach e suo biografo, sarebbe stata figlia del re merovingio Dagoberto II e della principessa anglosassone Matilde, nipote di san Sigeberto III, e sorella di santa Adele (che invece, secondo altre fonti,  sarebbe stata sua figlia insieme a Plectrude, moglie di Pipino di Herstal): sarebbe diventata monaca dopo la scomparsa del suo promesso sposo, morto la vigilia delle nozze, e avrebbe fondato un monastero presso un castello donatole dal padre.
Storicamente ella è nota dall'atto di fondazione dell'abbazia di Echternach alla quale ella cedette la metà di una villa che possedeva nella città di Echternach (Lussemburgo).
Questa seconda interpretazione storica vuole che Irmina di Oehren fosse andata sposa nel 693 al Ugoberto († 697/698), siniscalco di Clodoveo III e conte palatino nel 697, al quale avrebbe dato i figli:
- Attala, identificata con Sant'Adela, badessa di Pfalzel;
- Rolando o Crodelindo;
- Plectrude, sposa di Pipino di Herstal, maestro di palazzo d'Austrasia, poi di Neustria e della Borgogna;
- Regentrude, andata sposa a Teodeberto, duca di Baviera;
- Bertrada, principale donatrice dell'abbazia di Prüm al momento della sua fondazione, madre di Cariberto, conte di Laon, a sua volta padre di Bertrada di Laon, moglie di Pipino il Breve.

## Culto
La sua memoria liturgica è celebrata il 24 dicembre.